# ESV-Stadion
Het ESV-Stadion is een voetbalstadion in de Duitse stad Ingolstadt dat plaats biedt aan 11.418 toeschouwers. De voetbalclub FC Ingolstadt 04, speelde hier tot en met het seizoen 2009/2010 haar thuiswedstrijden hier.
Het stadion werd gebouwd in 1932. Het was de thuishaven van de voetbalafdeling van ESV Ingolstadt, een van de voorlopers van de huidige gebruiker FC Ingolstadt 04. In 1972 werden vijf voetbalpartijen van de Olympische Spelen in het stadion gespeeld. Toen FC Ingolstadt 04 in 2008 tot de 2. Bundesliga promoveerde, werd het stadion verbouwd. Hoewel het nog steeds niet aan de Bundesligaregels voldoet, kreeg de voetbalclub toestemming als overgangsregeling nog twee seizoenen in het stadion te spelen. Vanaf het seizoen 2010/2011 speelde FC Ingolstadt zijn thuiswedstrijden in het nieuwe Audi-Sportpark.